# Чурилово (Могилёвская область)
Чури́лово (бел. Чурылава) — деревня в составе Коптевского сельсовета Горецкого района Могилёвской области Республики Беларусь.

## Население
- 1999 год — 25 человек
- 2010 год — 3 человека